# 鳴神響一
鳴神 響一（なるかみ きょういち、1962年 - ）は、日本の小説家。神奈川県茅ヶ崎市在住。日本推理作家協会会員。日本ペンクラブ会員。能代ふるさと観光特使。

## 来歴
1981年に神奈川県立茅ケ崎北陵高等学校卒業。中央大学法学部政治学科を卒業後、神奈川県内で学校事務職員として28年間勤務した。
40歳前後の時に大病を経験したことで文筆業を目指すようになる。2014年に執筆活動に専念するため退職。同年5月に『私が愛したサムライの娘』（受賞時タイトル『蜃気楼の如く』）で、第6回角川春樹小説賞を受賞し作家デビュー。

## 人物
社会保険労務士、行政書士の資格を持つ。熱烈なフラメンコファンであり、多くのアーティストを応援している。

## 文学賞受賞・候補歴
- 2014年  『蜃気楼の如く』で、第6回角川春樹小説賞受賞[7]。
- 2015年  『私が愛したサムライの娘』で、第3回野村胡堂文学賞受賞[8]。
- 2019年  『斗星、北天にあり』で、第8回日本歴史時代作家協会賞（作品賞）候補。

## 著作

### 単行本
- 『私が愛したサムライの娘』（角川春樹事務所、2014年10月1日）ISBN 9784758412452（『蜃気楼の如く』を改題）

　のち文庫（角川春樹事務所、2016年1月15日）ISBN 9784758439763
- 『鬼船の城塞』（角川春樹事務所、2015年6月13日）ISBN 9784758412612

　のち文庫（角川春樹事務所、2016年7月15日）ISBN 9784758440189
- 『天の女王』（エイチアンドアイ、2017年4月10日）ISBN 9784908110061

　のち文庫（双葉社、2020年4月16日）ISBN 9784575669985（『エスパーニャのサムライ～天の女王』と改題）
- 『斗星、北天にあり』（徳間書店、2018年11月8日）ISBN 9784198647155

　のち文庫（徳間書店、2021年2月10日）ISBN 9784198946296（『斗星、北天にあり　出羽の武将　安東愛季』と改題）
- 『風巻【しまき】──伊豆春嵐譜』（早川書房、2021年3月17日）ISBN 9784152100108

### シリーズ作品

#### 「影の火盗犯科帳」シリーズ：角川春樹事務所
- 『七つの送り火』（2016年4月15日）ISBN 9784758439954
- 『忍びの覚悟』（2016年10月15日）ISBN 9784758440400
- 『伊豆国の牢獄』（2017年4月15日）ISBN 9784758440844

#### 「多田文治郎推理帖」シリーズ：幻冬舎
- 『猿島六人殺し』（2017年12月6日）ISBN 9784344426788
- 『能舞台の赤光』（2018年6月8日）ISBN 9784344427495
- 『江戸萬古の瑞雲』（2018年12月6日）ISBN 9784344428119

#### 「脳科学捜査官　真田夏希」シリーズ：KADOKAWA
- 『脳科学捜査官 真田夏希』（2017年12月21日）ISBN 9784041061671
- 『脳科学捜査官 真田夏希 イノセント・ブルー』（2018年7月24日）ISBN 9784041070055
- 『脳科学捜査官 真田夏希 イミテーション・ホワイト』（2018年12月22日）ISBN 9784041077801
- 『脳科学捜査官 真田夏希 クライシス・レッド』（2019年7月24日）ISBN 9784041083178
- 『脳科学捜査官 真田夏希 ドラスティック・イエロー』（2020年1月23日）ISBN 9784041090220
- 『脳科学捜査官 真田夏希 パッショネイト・オレンジ』（2020年7月16日）ISBN 9784041095881
- 『脳科学捜査官 真田夏希 デンジャラス・ゴールド』（2021年1月22日）ISBN 9784041108994
- 『脳科学捜査官 真田夏希 エキサイティング・シルバー』（2021年1月22日）ISBN 9784041109007
- 『脳科学捜査官 真田夏希 ストレンジ・ピンク』（2021年7月16日）ISBN     9784041116562
- 『脳科学捜査官 真田夏希 エピソード・ブラック』（2021年8月24日）ISBN     9784041116449
- 『脳科学捜査官 真田夏希 ヘリテージ・グリーン』（2022年1月21日）ISBN　     9784041122624
- 『脳科学捜査官 真田夏希 クリミナル・ブラウン』（2022年2月22日）ISBN　　　9784041122631
- 『脳科学捜査官 真田夏希 ナスティ・パープル』（2022年7月21日）ISBN　　　9784041128244
- 『脳科学捜査官 真田夏希 イリーガル・マゼンタ』（2022年8月24日）ISBN　　　9784041128251
- 『脳科学捜査官 真田夏希 サイレント・ターコイズ』（2023年1月24日）ISBN　　　9784041133101
- 『脳科学捜査官 真田夏希 シリアス・グレー』（2023年02月24日）ISBN　　　9784041133125
- 『脳科学捜査官 真田夏希 エキセントリック・ヴァーミリオン』（2023年07月21日）ISBN　　　9784041138830
- 『脳科学捜査官 真田夏希 アナザーサイドストーリー』（2023年08月24日）ISBN　　　9784041138847
- 『脳科学捜査官 真田夏希 インテンス・ウルトラマリン』（2024年01月23日）ISBN　　　9784041146262
- 『脳科学捜査官 真田夏希 ノスタルジック・サンフラワー』（2024年2月22日）ISBN　　　9784041146279
- 『脳科学捜査官 真田夏希 ジャスティス・エボニー』（2024年7月25日）ISBN　　　9784041151532
- 『脳科学捜査官　真田夏希 ブリリアント・アイボリー』（2024年8月23日）ISBN　　　9784041151549
- 『脳科学捜査官　真田夏希  ダーティ・クリムゾン』（2025年2月25日）ISBN 9784041158906
- 『脳科学捜査官　真田夏希 ビター・シトラス』（2025年3月22日）ISBN 9784041158913
- 『脳科学捜査官　真田夏希 ギルティ・インディゴ』（2025年7月25日）ISBN 9784041165034

#### 「謎ニモマケズ」シリーズ：祥伝社
- 『謎ニモマケズ　名探偵・宮沢賢治』（2018年4月12日）ISBN 9784396344078
- 『謎ニモマケズ　飛行船月光号殺人』（2018年7月12日）ISBN 9784396344399

#### 「おいらん若君　徳川竜之進」シリーズ：双葉社
- 『天命』（2018年4月12日）ISBN 9784575668810
- 『仇花』（2018年9月13日）ISBN 9784575669077
- 『伏魔』（2019年2月14日）ISBN 9784575669329
- 『凶嵐』（2019年6月13日）ISBN 9784575669503
- 『昇龍』（2019年10月10日）ISBN 9784575669688

#### 「令嬢弁護士桜子」シリーズ：幻冬舎
- 『令嬢弁護士桜子　チェリー・ラプソディー』（2019年12月5日）ISBN 9784344429222
- 『令嬢弁護士桜子　チェリー・カプリース』（2020年6月11日）ISBN 9784344429925

#### 「刑事特捜隊　伊達政鷹」シリーズ：小学館
- 『刑事特捜隊「お客さま」相談係　伊達政鷹』（2020年11月6日）ISBN 9784094068412
- 『刑事特捜隊　伊達政鷹2　織姫の夜』（2021年4月6日）ISBN 9784094070064

#### 「おんな与力　花房英之介」シリーズ：双葉社
- 『おんな与力 花房英之介 【一】』（2021年3月11日）ISBN 9784575670455
- 『おんな与力 花房英之介 【二】』（2021年4月15日）ISBN 9784575670493
- 『おんな与力 花房英之介 【三】』（2021年10月14日）ISBN 9784575670783
- 『おんな与力 花房英之介 【四】』（2022年4月14日）ISBN 9784575671056

#### 「SIS 丹沢湖駐在 武田晴虎」シリーズ：角川春樹事務所
- 『SIS 丹沢湖駐在 武田晴虎』（2021年5月14日）ISBN 9784758444088
- 『SIS 丹沢湖駐在 武田晴虎Ⅱ 聖域』（2021年11月15日）ISBN 9784758444453
- 『SIS 丹沢湖駐在 武田晴虎Ⅲ 創生』（2022年5月13日）ISBN 9784758444866

#### 「神奈川県警「ヲタク」担当細川春菜」シリーズ：幻冬舎
- 『神奈川県警「ヲタク」担当 細川春菜』（2021年6月10日）ISBN 9784344430914
- 『神奈川県警「ヲタク」担当 細川春菜２　湯煙の蹉跌』（2021年12月9日）ISBN 9784344431447
- 『神奈川県警「ヲタク」担当 細川春菜３　夕映えの殺意』（2022年7月7日）ISBN 9784344432109
- 『神奈川県警「ヲタク」担当 細川春菜４　テディベアの花園』（2022年12月8日）ISBN 9784344432567
- 『神奈川県警「ヲタク」担当 細川春菜５　鎮魂のランナバウト』（2023年7月6日）ISBN 9784344433052
- 『神奈川県警「ヲタク」担当 細川春菜６　万年筆の悪魔』（2023年12月7日）ISBN 9784344433472
- 『神奈川県警「ヲタク」担当 細川春菜７　哀愁のウルトラセブン』（2024年7月11日）ISBN 9784344433977

#### 「警察庁ノマド調査官　朝倉真冬」シリーズ：徳間書店
- 『警察庁ノマド調査官　朝倉真冬　網走サンカヨウ殺人事件』（2022年3月9日）ISBN 9784198947286
- 『警察庁ノマド調査官　朝倉真冬　男鹿ナマハゲ殺人事件』（2022年9月8日）ISBN 9784198947774
- 『警察庁ノマド調査官　朝倉真冬　米沢ベニバナ殺人事件』（2023年3月10日）ISBN 9784198948429
- 『警察庁ノマド調査官　朝倉真冬　能登波の花殺人事件』（2023年9月8日）ISBN 9784198948863
- 『警察庁ノマド調査官　朝倉真冬　丹後半島舟屋殺人事件』（2024年3月8日）ISBN 9784198949297
- 『警察庁ノマド調査官　朝倉真冬　城崎－嵐山連続殺人事件』（2024年9月10日）ISBN 9784198949648

#### 「鎌倉署・小笠原亜澄の事件簿」シリーズ：文藝春秋
- 『鎌倉署・小笠原亜澄の事件簿　稲村ヶ崎の落日』（2022年10月5日）ISBN 9784167919450
- 『鎌倉署・小笠原亜澄の事件簿　由比ヶ浜協奏曲』（2023年5月9日）ISBN 9784167920425
- 『鎌倉署・小笠原亜澄の事件簿　極楽寺逍遙』（2023年10月11日）ISBN 9784167921149
- 『鎌倉署・小笠原亜澄の事件簿　竹寺の雪』（2024年6月5日）ISBN 9784167922375
- 『鎌倉署・小笠原亜澄の事件簿　西御門の館』（2024年10月9日）ISBN 9784167922863
- 『鎌倉署・小笠原亜澄の事件簿　佐助ヶ谷の銀雫』（2024年11月6日）ISBN 9784167923013

- 『鎌倉署・小笠原亜澄の事件簿　長谷の花舞』（2025年6月4日）ISBN 9784167923785

#### 「湘南機動鑑識隊　朝比奈小雪」シリーズ：徳間書店
- 『湘南機動鑑識隊　朝比奈小雪』（2025年4月1日）ISBN 9784198950194

### 文庫書き下ろし
- 『鬼船の城塞　南海の泥棒島』（角川春樹事務所、2018年11月14日）ISBN 9784758442176

### アンソロジー
- 『読んで旅する鎌倉時代』  第８話『鎌倉霊泉譚』（講談社、2022年2月15日）ISBN 9784065269831
- 『偽りの捜査線』  第４話『虚飾の代償』（文藝春秋、2022年6月7日）ISBN 9784167918880
- 『警官の標』 第３話『鬼火』（朝日新聞出版、2025年2月5日）ISBN 9784022651877

## コミック化
- 『鬼船の城塞』が、月刊コミック乱（リイド社）誌上で、『鬼船の城塞Last arrival of the Pirates』と題して2017年10月号から2018年2月号まで連載。作画は菊地昭夫。